# U-165 (1942)
U-165 — большая океанская немецкая подводная лодка типа IX-C, времён Второй мировой войны. 
Заказ на постройку лодки был отдан судостроительной компании «Seebeck» в Бремене 25 сентября 1939 года. Лодка была заложена 30 августа 1940 года под строительным номером 704, спущена на воду 15 августа 1941 года, 3 февраля 1942 года под командованием корветтен-капитана Эбергарда Хоффманна вошла в состав учебной 4-й флотилии. 1 сентября 1942 года вошла в состав 10-й флотилии. Лодка совершила 1 боевой поход, в котором потопила 2 судна (8 396 брт), повредила 3 судна (14 449 брт), потопила вспомогательный военный корабль (358 брт) и повредила вспомогательный военный корабль (7 252 брт). 27 сентября 1942 года потоплена глубинными бомбами чешского «Веллингтона» в Бискайском заливе к западу от Лорьяна в районе с координатами 47.00N, 05.30W. Весь экипаж, 51 человек, погиб.

## В культуре

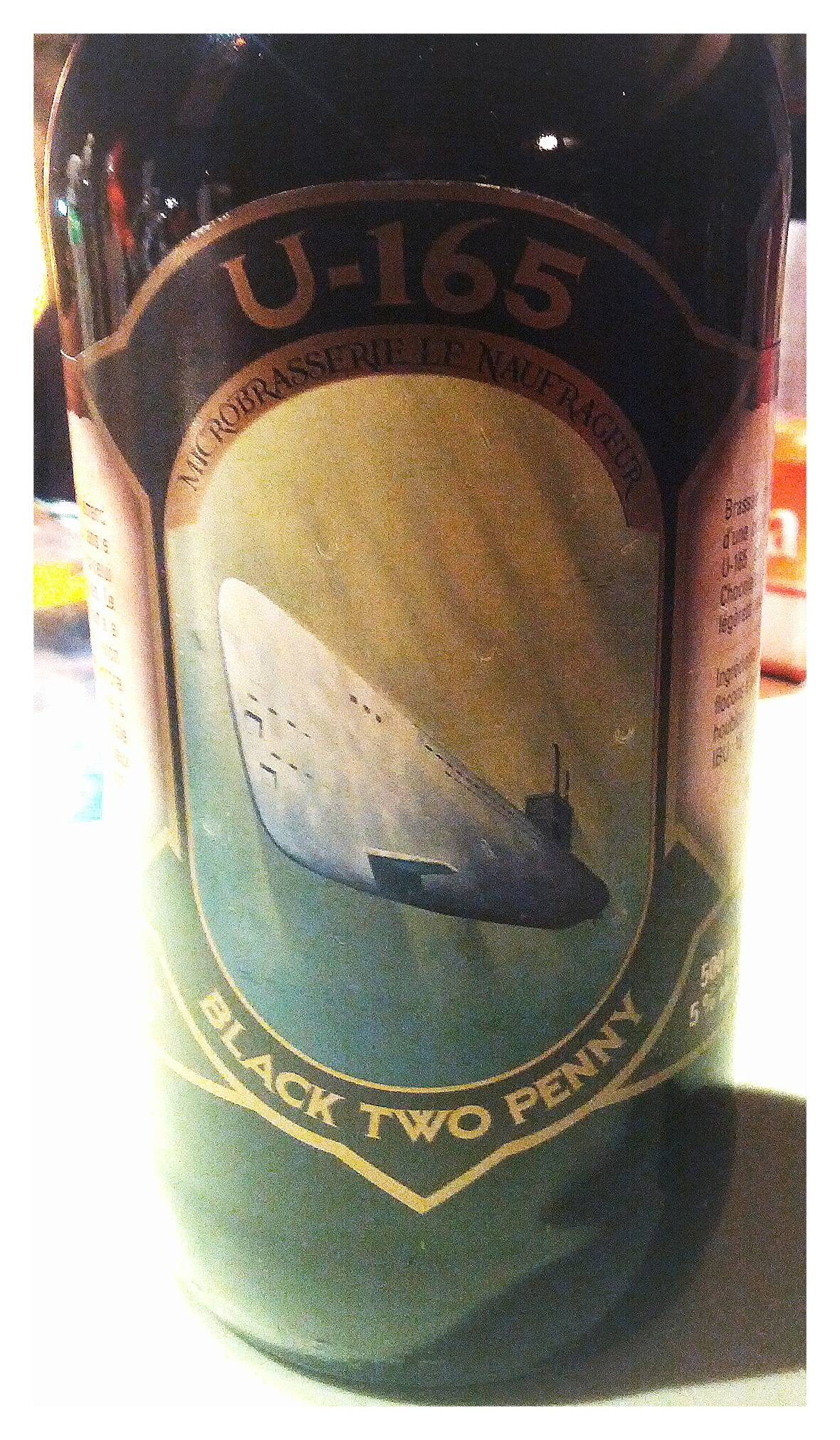
Пиво U-165

В 2014 году канадская пивоварня Le Naufrageur (Квебек) выпустило пиво с названием U-165 и силуэтом подводной лодки.